# TatataTaal
TatataTaal was een wekelijks spelprogramma van NTR rond de Nederlandse taal, gepresenteerd door Erik van Muiswinkel. De eerste reeks bestond uit acht afleveringen, waarvan de eerste werd uitgezonden op 8 november 2011. Een tweede reeks van eveneens acht afleveringen werd uitgezonden vanaf 4 januari 2013.
Er waren telkens drie deelnemers die in hun werk iets met taal deden, zoals cabaretiers of schrijvers. Zij kregen opdrachten die hun taalvaardigheid testten, maar ook hun improvisatievermogen. Elke aflevering draaide rond een bepaald thema.
Dr. Craeybeckx was het enige jurylid en gaf (zonder iets te zeggen) een score in de vorm van een letter uit het alfabet voor elke deelnemer. Hoe dichter bij de z, hoe hoger de score.

## Onderdelen

### Onderdelen tweede seizoen
Oud en nieuwDe deelnemers krijgen een woord, en moeten zeggen of het een oud of een nieuw woord is en de betekenis ervan raden.
Korter dan GorterVertrekkend van het begin of einde van een bekend gedicht wordt de deelnemers gevraagd dit op hun eigen manier aan te vullen.
WikipederlandsEen artikel van een anderstalige Wikipedia wordt met een machinevertaling omgezet in het Nederlands. De kandidaten moeten raden waarover het gaat.
BeeldSpraakEr komt een foto, schilderij of ander beeldwerk op het scherm en de deelnemers moeten achtereenvolgens voor elk personage een tekstballonnetje invullen.
ToeSpraakAls laatste ronde mogen de deelnemers een toespraak houden waarin het thema van de aflevering aan bod komt.

### Alleen in eerste seizoen
VragenrondeDe deelnemers krijgen vragen rond een bepaald onderwerp.
ImprovisatieDe deelnemers moeten per twee een toneeltje improviseren, waarbij een taalkundige beperking opgelegd wordt (bijvoorbeeld alle zinnen moeten rijmen op een bepaalde klank).

## Deelnemers

### Seizoen 1
| Aflevering | Datum            | Gasten                                               | Onderwerp                 |
| ---------- | ---------------- | ---------------------------------------------------- | ------------------------- |
| 1          | 8 november 2011  | Roel C. Verburg, Ivo de Wijs, Owen Schumacher        | Geheimtalen en kunsttalen |
| 2          | 15 november 2011 | Pieter Derks, Frank van Pamelen, Jan J. Pieterse     | Straattaal en sms-taal    |
| 3          | 22 november 2011 | Martijn Koning, Wimie Wilhelm, Onno Innemee          | Taal en hersenen          |
| 4          | 29 november 2011 | Roué Verveer, Mylou Frencken, Marcel Verreck         | Naamkunde                 |
| 5          | 6 december 2011  | Jeroen Woe, Roos Rebergen, Peter Heerschop           | Dialecten                 |
| 6          | 13 december 2011 | Lydia Rood, Kees Torn, Dorine Wiersma                | Kindertaal                |
| 7          | 20 december 2011 | Iris Koppe, Mike Boddé, Mylène d'Anjou               | Leenwoorden               |
| 8          | 27 december 2011 | Niels van der Laan, Lenette van Dongen, Arjen Lubach | Veranderingen in de taal  |

### Seizoen 2
| Aflevering | Datum            | Gasten                                                     | Onderwerp       |
| ---------- | ---------------- | ---------------------------------------------------------- | --------------- |
| 1          | 4 januari 2013   | Frank van Pamelen, Diederik van Vleuten, Cindy Pieterse    | Ziekte en dood  |
| 2          | 11 januari 2013  | Roué Verveer, Roel C. Verburg, Maarten Wansink             | Mens en dier    |
| 3          | 18 januari 2013  | Dolf Jansen, Yora Rienstra, Niels van der Laan             | Gek en gestoord |
| 4          | 25 januari 2013  | Pieter Derks, Robin Bleeker, Nathalie Baartman             | Sport en spel   |
| 5          | 1 februari 2013  | Katinka Polderman, Thomas van Luyn, Marjolijn van Heemstra | Man en vrouw    |
| 6          | 8 februari 2013  | Bram van der Vlugt, Jeroen Woe, Jan Fillekers              | Leven en werk   |
| 7          | 15 februari 2013 | Jan J. Pieterse, Kees Torn, Paulien Cornelisse             | Drank en drugs  |
| 8          | 22 februari 2013 | Niek Barendsen, Theo Nijland, Daniël Samkalden             | Tekst en muziek |